# Tour de France Femmes 2022
Die Tour de France Femmes 2022 (offiziell: Tour de France Femmes avec Zwift) war die erste Ausgabe der Tour de France Femmes. Sie fand vom 24. Juli bis zum 31. Juli 2022 statt und führte von Paris bis zur Super Planche des Belles Filles. Sie ist Teil der UCI Women’s WorldTour 2022.
Gesamtsiegerin wurde Annemiek van Vleuten (Movistar Team) mit einem Vorsprung von 3:48 Minuten auf Demi Vollering (SD Worx), welche die Bergwertung gewann, und 6:35 Minuten auf Katarzyna Niewiadoma, deren Team Canyon SRAM Racing die Mannschaftswertung gewann. Die Punktewertung gewann Marianne Vos (Jumbo-Visma), die auch als kämpferischste Fahrerin geehrt wurde. Die Nachwuchswertung gewann Shirin van Anrooij (Trek-Segafredo).

## Teams und Fahrerinnen
Nach dem Reglement der Union Cycliste Internationale (UCI) waren die 14 UCI Women’s WorldTeams zum Start berechtigt und verpflichtet. Zudem kamen 10 UCI Women’s Continental Teams. Die drei besten UCI Women’s Continental Teams 2021 (Ceratizit-WNT Pro Cycling Team, Parkhotel Valkenburg und Valcar-Travel & Service) qualifizierten sich automatisch und der Veranstalter Amaury Sport Organisation (ASO) vergab außerdem Einladungen an weitere sieben UCI Women’s Continental Teams. Insgesamt nahmen 24 Teams mit jeweils 6 Fahrerinnen an der Rundfahrt teil.
Aufgrund eines Beschlusses der UCI vom 1. März 2022 vor dem Hintergrund des russischen Überfalls auf die Ukraine 2022 durften die Fahrerinnen aus Russland und Belarus nicht unter Namen und Fahne ihrer Nation teilnehmen.
| UCI Women's WorldTeams (14)- Canyon-SRAM Racing - EF Education-TIBCO-SVB - FDJ-Suez - Human Powered Health - Liv Racing Xstra - Movistar Team - Roland Cogeas-Edelweiss Squad - Team BikeExchange-Jayco - Team DSM - Team Jumbo-Visma - SD Worx - Trek-Segafredo - UAE Team ADQ - Uno-X Pro Cycling Team UCI Women's Continental Teams (10)- Ceratizit-WNT Pro Cycling - Parkhotel Valkenburg - Valcar-Travel & Service - AG Insurance NXTG - Arkéa Pro Cycling Team - Cofidis - Le col-Wahoo - Plantur-Pura - Stade Rochelais Charente-Maritime - St Michel-Auber 93 |
| |

Die 144 Teilnehmerinnen stammten aus 28 Nationen. Das größte Kontingent stellten die Niederlande mit 28 Fahrerinnen, gefolgt von Frankreich mit 25 und Italien mit 17 Fahrerinnen. Acht Rennfahrerinnen kamen jeweils aus Australien, Belgien und Deutschland. Zudem waren fünf Schweizerinnen und zwei Österreicherinnen am Start.

## Reglement
Das Rennen wurde nach dem Reglements der Union Cycliste Internationale (UCI) und der Fédération Française de Cyclisme (FFC) für Etappenrennen ausgetragen. Der Veranstalter ASO legte im Einklang hiermit ein Sonderreglement fest, aus dem sich die Höhe der Preisgelder und die Kriterien für die Vergabe der Sonderwertungen ergaben.

### Karenzzeit
Die Karenzzeit betrug
- 12 % der Zeit der Siegerin auf der 1., 2., 5. und 6. Etappe,
- 15 % der Zeit der Siegerin auf der 3. und 4. Etappe und
- 18 % der Zeit der Siegerin auf der 7. und 8. Etappe.

Die Jury konnte in Ausnahmefällen Fahrerinnen im Rennen belassen, welche die Karenzzeit überschritten hatten. Diese Fahrerinnen verloren jedoch alle in der Punkte- und Bergwertung errungenen Punkte.

### Gesamtwertung
Die Führende der Gesamtwertung trug das Gelbe Trikot (maillot jaune). Die Gesamtwertung ergibt sich wie stets bei internationalen Etappenrennen aus der Addition der gefahrenen Zeiten. Zusätzlich gab es bei den Etappenzielen und bei Bonussprints folgende Zeitbonifikationen:
| Platzierung     | 1. | 2. | 3. |
| --------------- | -- | -- | -- |
| 8 × Etappenziel | 10 | 6  | 4  |
| 5 × Bonussprint | 3  | 2  | 1  |

### Punktewertung
Die Führende der Punktewertung trug das Grüne Trikot (maillot vert). Die Punkte für diese Wertung wurden bei Etappenzielen entsprechend der Schwierigkeit der Etappe und bei Zwischensprints wie folgt vergeben:
| Platzierung                                               | 1. | 2. | 3. | 4. | 5. | 6. | 7. | 8. | 9. | 10. | 11. | 12. | 13. | 14. | 15. |
| --------------------------------------------------------- | -- | -- | -- | -- | -- | -- | -- | -- | -- | --- | --- | --- | --- | --- | --- |
| 1., 2., 5. und 6. Etappe (ohne besondere Schwierigkeiten) | 50 | 30 | 20 | 18 | 16 | 14 | 12 | 10 | 8  | 7   | 6   | 5   | 4   | 3   | 2   |
| 3. und 4. Etappe („hügliges“ Terrain)                     | 30 | 25 | 22 | 19 | 17 | 15 | 13 | 11 | 9  | 7   | 6   | 5   | 4   | 3   | 2   |
| 7. und 8. Etappe (sehr schweres Terrain)                  | 20 | 17 | 15 | 13 | 11 | 10 | 9  | 8  | 7  | 6   | 5   | 4   | 3   | 2   | 1   |
| Zwischensprints                                           | 25 | 20 | 17 | 15 | 13 | 11 | 10 | 9  | 8  | 7   | 6   | 5   | 4   | 3   | 2   |

### Bergwertung
Die Führende der Bergwertung trug das Gepunktete Trikot (maillot à pois). Die Punkte für diese Wertung wurden auf den Überfahrten der vom Veranstalter kategorisierten Anstiege wie folgt vergeben:
| Platzierung       | 1. | 2. | 3. | 4. | 5. | 6. |
| ----------------- | -- | -- | -- | -- | -- | -- |
| 5 × 1. Kategorie  | 10 | 8  | 6  | 4  | 2  | 1  |
| 1 × 2. Kategorie  | 5  | 3  | 2  | 1  | —  | —  |
| 4 × 3. Kategorie  | 3  | 2  | 1  | —  | —  | —  |
| 13 × 4. Kategorie | 2  | 1  | —  | —  | —  | —  |

### Nachwuchswertung
Die Führende der Nachwuchswertung trug das Weiße und Violette Trikot (maillot blanc et violet). Die Nachwuchswertung ist identisch zur Gesamtwertung, aber auf die seit dem 1. Januar 2000 geborenen Fahrerinnen beschränkt.

### Mannschaftswertung
Die Führenden der Mannschaftswertung trugen eine gelbe Rückennummer. Die Mannschaftswertung berechnet sich aus den Zeiten der drei ersten Fahrerinnen eines Teams auf jeder Etappe.

### Kämpferischste Fahrerin
Eine Jury zeichnete am Ende einer Etappe und am Ende der Tour de France eine Fahrerin mit der Roten Rückennummer als kämpferischste Fahrerin aus.

## Preisgelder
Die Preisgelder beliefen sich auf eine Gesamtsumme von 247.530 Euro. Davon wurden 118.200 Euro für das Gesamtklassement, 80.000 Euro für die Etappenwertungen, 16.100 Euro für die Mannschaftswertung, 9.680 Euro für die Punktewertung, 9.550 Euro für die Bergwertung, 8.000 Euro für die Nachwuchswertung, 6.000 Euro für die Wertungen um die kämpferischsten Fahrerinnen vergeben.
| Platzierung             | 1.       | 2.       | 3.       | 4.      | 5.      | 6.      | 7.      | 8.–10.  | 11.–15. | 16.–20. | Führung   |
| ----------------------- | -------- | -------- | -------- | ------- | ------- | ------- | ------- | ------- | ------- | ------- | --------- |
| Gesamtwertung           | 50.000 € | 25.000 € | 10.000 € | 8.000 € | 4.000 € | 3.000 € | 2.500 € | 1.500 € | 1.200 € | 1.000 € | 7 × 100 € |
| Punktewertung           | 3.000 €  | 1.500 €  | 1.000 €  | 800 €   | 700 €   | —       | —       | —       | —       | —       | 7 × 100 € |
| Bergwertung             | 3.000 €  | 1.500 €  | 1.000 €  | 800 €   | 700 €   | —       | —       | —       | —       | —       | 7 × 100 € |
| Nachwuchswertung        | 3.000 €  | 2.000 €  | 1.000 €  | 500 €   | —       | —       | —       | —       | —       | —       | 7 × 100 € |
| Mannschaftswertung      | 6.000 €  | 4.000 €  | 2.500 €  | 1.500 € | 500 €   | —       | —       | —       | —       | —       | —         |
| Kämpferischste Fahrerin | 2.000 €  | —        | —        | —       | —       | —       | —       | —       | —       | —       | —         |

| Platzierung                   | 1.      | 2.      | 3.      | 4.    | 5.    | 6.    | 7.    | 8.–10. | 11.–15. | 16.–20. |
| ----------------------------- | ------- | ------- | ------- | ----- | ----- | ----- | ----- | ------ | ------- | ------- |
| 08 × Etappenwertung           | 4.000 € | 2.000 € | 1.000 € | 500 € | 400 € | 300 € | 240 € | 170 €  | 110 €   | 100 €   |
| 09 × Zwischensprint           | 120 €   | 70 €    | 30 €    | —     | —     | —     | —     | —      | —       | —       |
| 05 × Bergwertung 1. Kategorie | 120 €   | 70 €    | 30 €    | —     | —     | —     | —     | —      | —       | —       |
| 01 × Bergwertung 2. Kategorie | 80 €    | 40 €    | —       | —     | —     | —     | —     | —      | —       | —       |
| 04 × Bergwertung 3. Kategorie | 60 €    | —       | —       | —     | —     | —     | —     | —      | —       | —       |
| 13 × Bergwertung 4. Kategorie | 30 €    | —       | —       | —     | —     | —     | —     | —      | —       | —       |
| 08 × Nachwuchsfahrerin        | 100 €   | —       | —       | —     | —     | —     | —     | —      | —       | —       |
| 08 × Mannschaft               | 200 €   | —       | —       | —     | —     | —     | —     | —      | —       | —       |
| 08 × Kämpferischste Fahrerin  | 500 €   | —       | —       | —     | —     | —     | —     | —      | —       | —       |

Nach Teams verteilen sich die ausgeschütteten Preisgelder wie folgt:
| Platz  | Team                              | Preisgeld |
| ------ | --------------------------------- | --------- |
| 1      | Movistar Team Women               | 62.440 €  |
| 2      | Team SD Worx                      | 46.490 €  |
| 3      | Canyon // SRAM Racing             | 25.550 €  |
| 4      | Team Jumbo-Visma                  | 20.660 €  |
| 5      | Team DSM                          | 20.010 €  |
| 6      | FDJ-Suez-Futuroscope              | 18.000 €  |
| 7      | Trek-Segafredo                    | 15.510 €  |
| 8      | Valcar - Travel & Service         | 9.830 €   |
| 9      | UAE Team ADQ                      | 6.680 €   |
| 10     | Parkhotel Valkenburg              | 3.160 €   |
| 11     | Le Col-Wahoo                      | 2.750 €   |
| 12     | Ceratizit-WNT Pro Cycling Team    | 2.680 €   |
| 13     | Plantur-Pura                      | 2.600 €   |
| 14     | EF Education-Tibco-SVB            | 2.590 €   |
| 15     | Roland Cogeas Edelweiss Squad     | 2.070 €   |
| 16     | Liv Racing-Xstra                  | 1.570 €   |
| 17     | AG Insurance-NXTG Team            | 1.320 €   |
| 18     | Team BikeExchange-Jayco           | 1.230 €   |
| 19     | Uno-X Pro Cycling Team            | 1.090 €   |
| 20     | Cofidis Women Team                | 840 €     |
| 21     | St. Michel-Auber 93               | 460 €     |
| 22     | Arkéa Pro Cycling Team            | 0 €       |
| 22     | Human Powered Health              | 0 €       |
| 22     | Stade Rochelais Charente Maritime | 0 €       |
| Gesamt | 247.530 €                         | 247.530 € |

## Strecke
Im Oktober 2021 wurde die Strecke von Renndirektorin Marion Rousse präsentiert. Die Rundfahrt bestand aus 8 Etappen mit einer Gesamtlänge von 1.033,6 Kilometern und wurde ausschließlich in Frankreich ausgetragen, sie beinhaltete drei Flachetappen, drei hügelige Etappen und zwei Bergetappen. Für die Strecke selbst war eine Ausnahmegenehmigung der UCI erforderlich, da für WorldTour-Rennen der Frauen eine maximale Etappenlänge von 160 Kilometern und eine maximale Renndauer von sechs Tagen gilt.
Die erste Etappe der Rundfahrt wurde auf einem Rundkurs auf den Champs Élysées ausgetragen – wenige Stunden vor der Schlussetappe der Tour de France 2022. Die nächsten drei Etappen wurden durch die Champagne gefahren. Beginnend in Meaux, von dieser Stadt aus ging es hauptsächlich in Richtung Süden nach Provins sowie von Reims nach Épernay. Die 4. Etappe von Troyes nach Bar-sur-Aube umfasste mehrere kilometerlange Schotterabschnitte in den Weinbergen der Champagne. Die 5. Etappe zwischen Bar-le-Duc und Saint-Dié-des-Vosges war mit einer Länge von 175,6 Kilometer die längste Strecke, die jemals bei einem UCI-Rennen für Frauen ausgetragen wurde. Die letzten drei Etappen wurden in den und um die Vogesen ausgetragen. Die Rundfahrt endete mit einer Bergankunft auf der Super Planche des Belles Filles.
| Etappe    | Datum    | Etappenorte                       | type              | Länge (km) | Höhenmeter (m) | Etappensiegerin       | Gesamtführende       |
| --------- | -------- | --------------------------------- | ----------------- | ---------- | -------------- | --------------------- | -------------------- |
| 1. Etappe | 24. Jul. | Paris – Paris                     | Flachetappe       | 81,6       | 310 m          | Lorena Wiebes         | Lorena Wiebes        |
| 2. Etappe | 25. Jul. | Meaux – Provins                   | Flachetappe       | 136,4      | 813 m          | Marianne Vos          | Marianne Vos         |
| 3. Etappe | 26. Jul. | Reims – Épernay                   | Hügelige Etappe   | 133,6      | 1.418 m        | Cecilie Uttrup Ludwig | Marianne Vos         |
| 4. Etappe | 27. Jul. | Troyes – Bar-sur-Aube             | Hügelige Etappe   | 126,8      | 1.415 m        | Marlen Reusser        | Marianne Vos         |
| 5. Etappe | 28. Jul. | Bar-le-Duc – Saint-Dié-des-Vosges | Flachetappe       | 175,6      | 1.572 m        | Lorena Wiebes         | Marianne Vos         |
| 6. Etappe | 29. Jul. | Saint-Dié-des-Vosges – Rosheim    | Hügelige Etappe   | 129,2      | 1.673 m        | Marianne Vos          | Marianne Vos         |
| 7. Etappe | 30. Jul. | Schlettstadt – Le Markstein       | Hochgebirgsetappe | 127,1      | 2.881 m        | Annemiek van Vleuten  | Annemiek van Vleuten |
| 8. Etappe | 31. Jul. | Lure – Planche des Belles Filles  | Hochgebirgsetappe | 123,3      | 2.464 m        | Annemiek van Vleuten  | Annemiek van Vleuten |

## Wertungen im Tourverlauf
Die Tabelle zeigt die Führende in der jeweiligen Wertung bzw. die Trägerinnen der Wertungstrikots oder farbigen Rückennummern am Ende der jeweiligen Etappe an. Eine detailliertere Übersicht über die Platzierungen nach einer Etappe bieten die einzelnen Etappenartikel, die in der ersten Spalte verlinkt sind.
| Etappe   | Gesamtwertung              | Punktewertung           | Bergwertung          | Nachwuchswertung         | Teamwertung        | Kämpferischste Fahrerin    |
| -------- | -------------------------- | ----------------------- | -------------------- | ------------------------ | ------------------ | -------------------------- |
| 1.       | Lorena Wiebes (DSM)        | Lorena Wiebes (DSM) (a) | Femke Markus (PHV)   | Maike van der Duin (LEW) | Canyon SRAM Racing | Gladys Verhulst (LEW)      |
| 2.       | Marianne Vos (JVW)         | Marianne Vos (JVW) (b)  | Femke Markus (PHV)   | Maike van der Duin (LEW) | Canyon SRAM Racing | Maike van der Duin (LEW)   |
| 3.       | Marianne Vos (JVW)         | Marianne Vos (JVW) (b)  | Femke Gerritse (PHV) | Julie De Wilde (PLP)     | Canyon SRAM Racing | Alena Amialiusik (CSR)     |
| 4.       | Marianne Vos (JVW)         | Marianne Vos (JVW) (b)  | Femke Gerritse (PHV) | Julie De Wilde (PLP)     | Team SD Worx       | Marlen Reusser (SDW)       |
| 5.       | Marianne Vos (JVW)         | Marianne Vos (JVW) (b)  | Femke Gerritse (PHV) | Julie De Wilde (PLP)     | Team SD Worx       | Victoire Berteau (COF)     |
| 6.       | Marianne Vos (JVW)         | Marianne Vos (JVW) (b)  | Femke Gerritse (PHV) | Julia Borgström (NXG)    | Team SD Worx       | Marie Le Net (FSF)         |
| 7.       | Annemiek van Vleuten (MOV) | Marianne Vos (JVW) (b)  | Demi Vollering (SDW) | Shirin van Anrooij (TFS) | Canyon SRAM Racing | Annemiek van Vleuten (MOV) |
| 8.       | Annemiek van Vleuten (MOV) | Marianne Vos (JVW) (b)  | Demi Vollering (SDW) | Shirin van Anrooij (TFS) | Canyon SRAM Racing | Mavi García (UAD)          |
| Siegerin | Annemiek van Vleuten (MOV) | Marianne Vos (JVW)      | Demi Vollering (SDW) | Shirin van Anrooij (TFS) | Canyon SRAM Racing | Marianne Vos (JVW)         |

## Endergebnisse

### Gesamtwertung
| \| Gesamtwertung \| Gesamtwertung \| Gesamtwertung \| Gesamtwertung \| Gesamtwertung \| \| Fahrerin \| Fahrerin \| Land \| Team \| Zeit \| \| ------------- \| --------------------- \| ------------------ \| ----------------------------- \| ---------------- \| \| 1. \| Annemiek van Vleuten \| Niederlande \| Movistar Team \| 26 h 55 min 44 s \| \| 2. \| Demi Vollering \| Niederlande \| SD Worx \| + 3 min 48 s \| \| 3. \| Katarzyna Niewiadoma \| Polen \| Canyon-SRAM Racing \| + 6 min 35 s \| \| 4. \| Juliette Labous \| Frankreich \| Team DSM \| + 7 min 28 s \| \| 5. \| Silvia Persico \| Italien \| Valcar-Travel & Service \| + 8 min 00 s \| \| 6. \| Elisa Longo Borghini \| Italien \| Trek-Segafredo \| + 8 min 26 s \| \| 7. \| Cecilie Uttrup Ludwig \| Dänemark \| FDJ-Suez-Futuroscope \| + 8 min 59 s \| \| 8. \| Évita Muzic \| Frankreich \| FDJ-Suez-Futuroscope \| + 13 min 54 s \| \| 9. \| Veronica Ewers \| Vereinigte Staaten \| EF Education-TIBCO-SVB \| + 15 min 05 s \| \| 10. \| Mavi García \| Spanien \| UAE Team ADQ \| + 15 min 15 s \| \| 11. \| Elise Chabbey \| Schweiz \| Canyon-SRAM Racing \| + 16 min 44 s \| \| 12. \| Riejanne Markus \| Niederlande \| Team Jumbo-Visma \| + 18 min 27 s \| \| 13. \| Yara Kastelijn \| Niederlande \| Plantur-Pura \| + 19 min 53 s \| \| 14. \| Shirin van Anrooij \| Niederlande \| Trek-Segafredo \| + 25 min 50 s \| \| 15. \| Tamara Dronowa \| Neutrales Banner \| Roland Cogeas-Edelweiss Squad \| + 28 min 51 s \| \| 16. \| Liane Lippert \| Deutschland \| Team DSM \| + 29 min 49 s \| \| 17. \| Mie Bjørndal Ottestad \| Norwegen \| Uno-X Pro Cycling Team \| + 29 min 50 s \| \| 18. \| Erica Magnaldi \| Italien \| UAE Team ADQ \| + 30 min 15 s \| \| 19. \| Alena Amjaljussik \| Neutrales Banner \| Canyon-SRAM Racing \| + 30 min 51 s \| \| 20. \| Grace Brown \| Australien \| FDJ-Suez-Futuroscope \| + 31 min 01 s \| \| 21. \| Mischa Bredewold \| Niederlande \| Parkhotel Valkenburg \| + 31 min 31 s \| \| 22. \| Pauliena Rooijakkers \| Niederlande \| Canyon-SRAM Racing \| + 35 min 08 s \| \| 23. \| Paula Patiño \| Kolumbien \| Movistar Team \| + 35 min 19 s \| \| 24. \| Coralie Demay \| Frankreich \| St Michel-Auber 93 \| + 35 min 31 s \| \| 25. \| Nina Buysman \| Niederlande \| Human Powered Health \| + 36 min 00 s \| |                       |                    |                               |                  |
| |                       |                    |                               |                  |
| Quelle: ProCyclingStats |                       |                    |                               |                  |
| Gesamtwertung |                       |                    |                               |                  |
| Fahrerin | Fahrerin              | Land               | Team                          | Zeit             |
| 1. | Annemiek van Vleuten  | Niederlande        | Movistar Team                 | 26 h 55 min 44 s |
| 2. | Demi Vollering        | Niederlande        | SD Worx                       | + 3 min 48 s     |
| 3. | Katarzyna Niewiadoma  | Polen              | Canyon-SRAM Racing            | + 6 min 35 s     |
| 4. | Juliette Labous       | Frankreich         | Team DSM                      | + 7 min 28 s     |
| 5. | Silvia Persico        | Italien            | Valcar-Travel & Service       | + 8 min 00 s     |
| 6. | Elisa Longo Borghini  | Italien            | Trek-Segafredo                | + 8 min 26 s     |
| 7. | Cecilie Uttrup Ludwig | Dänemark           | FDJ-Suez-Futuroscope          | + 8 min 59 s     |
| 8. | Évita Muzic           | Frankreich         | FDJ-Suez-Futuroscope          | + 13 min 54 s    |
| 9. | Veronica Ewers        | Vereinigte Staaten | EF Education-TIBCO-SVB        | + 15 min 05 s    |
| 10. | Mavi García           | Spanien            | UAE Team ADQ                  | + 15 min 15 s    |
| 11. | Elise Chabbey         | Schweiz            | Canyon-SRAM Racing            | + 16 min 44 s    |
| 12. | Riejanne Markus       | Niederlande        | Team Jumbo-Visma              | + 18 min 27 s    |
| 13. | Yara Kastelijn        | Niederlande        | Plantur-Pura                  | + 19 min 53 s    |
| 14. | Shirin van Anrooij    | Niederlande        | Trek-Segafredo                | + 25 min 50 s    |
| 15. | Tamara Dronowa        | Neutrales Banner   | Roland Cogeas-Edelweiss Squad | + 28 min 51 s    |
| 16. | Liane Lippert         | Deutschland        | Team DSM                      | + 29 min 49 s    |
| 17. | Mie Bjørndal Ottestad | Norwegen           | Uno-X Pro Cycling Team        | + 29 min 50 s    |
| 18. | Erica Magnaldi        | Italien            | UAE Team ADQ                  | + 30 min 15 s    |
| 19. | Alena Amjaljussik     | Neutrales Banner   | Canyon-SRAM Racing            | + 30 min 51 s    |
| 20. | Grace Brown           | Australien         | FDJ-Suez-Futuroscope          | + 31 min 01 s    |
| 21. | Mischa Bredewold      | Niederlande        | Parkhotel Valkenburg          | + 31 min 31 s    |
| 22. | Pauliena Rooijakkers  | Niederlande        | Canyon-SRAM Racing            | + 35 min 08 s    |
| 23. | Paula Patiño          | Kolumbien          | Movistar Team                 | + 35 min 19 s    |
| 24. | Coralie Demay         | Frankreich         | St Michel-Auber 93            | + 35 min 31 s    |
| 25. | Nina Buysman          | Niederlande        | Human Powered Health          | + 36 min 00 s    |

### Punktewertung
| Punktewertung | Punktewertung             | Punktewertung | Punktewertung             | Punktewertung |
| Fahrerin      | Fahrerin                  | Land          | Team                      | Punkte        |
| ------------- | ------------------------- | ------------- | ------------------------- | ------------- |
| 1.            | Marianne Vos              | Niederlande   | Team Jumbo-Visma          | 272 P.        |
| 2.            | Lotte Kopecky             | Belgien       | SD Worx                   | 174 P.        |
| 3.            | Maria Giulia Confalonieri | Italien       | Ceratizit-WNT Pro Cycling | 127 P.        |
| 4.            | Silvia Persico            | Italien       | Valcar-Travel & Service   | 106 P.        |
| 5.            | Demi Vollering            | Niederlande   | SD Worx                   | 104 P.        |
| 6.            | Elisa Longo Borghini      | Italien       | Trek-Segafredo            | 104 P.        |
| 7.            | Katarzyna Niewiadoma      | Polen         | Canyon-SRAM Racing        | 97 P.         |
| 8.            | Elisa Balsamo             | Italien       | Trek-Segafredo            | 85 P.         |
| 9.            | Cecilie Uttrup Ludwig     | Dänemark      | FDJ-Suez-Futuroscope      | 77 P.         |
| 10.           | Maike van der Duin        | Niederlande   | Le Col-Wahoo              | 76 P.         |

### Bergwertung
| Bergwertung | Bergwertung          | Bergwertung | Bergwertung             | Bergwertung |
| Fahrerin    | Fahrerin             | Land        | Team                    | Punkte      |
| ----------- | -------------------- | ----------- | ----------------------- | ----------- |
| 1.          | Demi Vollering       | Niederlande | SD Worx                 | 42 P.       |
| 2.          | Annemiek van Vleuten | Niederlande | Movistar Team           | 38 P.       |
| 3.          | Katarzyna Niewiadoma | Polen       | Canyon-SRAM Racing      | 15 P.       |
| 4.          | Elisa Longo Borghini | Italien     | Trek-Segafredo          | 14 P.       |
| 5.          | Mavi García          | Spanien     | UAE Team ADQ            | 11 P.       |
| 6.          | Pauliena Rooijakkers | Niederlande | Canyon-SRAM Racing      | 11 P.       |
| 7.          | Grace Brown          | Australien  | FDJ-Suez-Futuroscope    | 10 P.       |
| 8.          | Femke Gerritse       | Niederlande | Parkhotel Valkenburg    | 9 P.        |
| 9.          | Silvia Persico       | Italien     | Valcar-Travel & Service | 8 P.        |
| 10.         | Juliette Labous      | Frankreich  | Team DSM                | 6 P.        |

### Nachwuchswertung
| Nachwuchswertung | Nachwuchswertung     | Nachwuchswertung       | Nachwuchswertung       | Nachwuchswertung |
| Fahrerin         | Fahrerin             | Land                   | Team                   | Zeit             |
| ---------------- | -------------------- | ---------------------- | ---------------------- | ---------------- |
| 1.               | Shirin van Anrooij   | Niederlande            | Trek-Segafredo         | 27 h 21 min 34 s |
| 2.               | Mischa Bredewold     | Niederlande            | Parkhotel Valkenburg   | + 5 min 41 s     |
| 3.               | Julia Borgström      | Schweden               | AG Insurance NXTG      | + 16 min 43 s    |
| 4.               | Vittoria Guazzini    | Italien                | FDJ-Suez-Futuroscope   | + 23 min 48 s    |
| 5.               | Marie Le Net         | Frankreich             | FDJ-Suez-Futuroscope   | + 27 min 35 s    |
| 6.               | Julie De Wilde       | Belgien                | Plantur-Pura           | + 28 min 14 s    |
| 7.               | Pfeiffer Georgi      | Vereinigtes Königreich | Team DSM               | + 31 min 54 s    |
| 8.               | Henrietta Christie   | Neuseeland             | Human Powered Health   | + 35 min 14 s    |
| 9.               | Magdeleine Vallieres | Kanada                 | EF Education-TIBCO-SVB | + 38 min 29 s    |
| 10.              | Victoire Berteau     | Frankreich             | Cofidis                | + 38 min 54 s    |

### Mannschaftswertung
| Mannschaftswertung | Mannschaftswertung      | Mannschaftswertung           | Mannschaftswertung |
| Team               | Team                    | Land                         | Zeit               |
| ------------------ | ----------------------- | ---------------------------- | ------------------ |
| 1.                 | Canyon-SRAM Racing      | Deutschland                  | 81 h 27 min 09 s   |
| 2.                 | FDJ-Suez                | Frankreich                   | + 14 min 19 s      |
| 3.                 | Trek-Segafredo          | Vereinigte Staaten           | + 24 min 34 s      |
| 4.                 | SD Worx                 | Niederlande                  | + 32 min 09 s      |
| 5.                 | Movistar Team           | Spanien                      | + 33 min 24 s      |
| 6.                 | Team BikeExchange-Jayco | Australien                   | + 52 min 32 s      |
| 7.                 | Team DSM                | Deutschland                  | + 54 min 59 s      |
| 8.                 | Team Jumbo-Visma        | Niederlande                  | + 58 min 00 s      |
| 9.                 | UAE Team ADQ            | Vereinigte Arabische Emirate | + 1 h 00 min 59 s  |
| 10.                | EF Education-TIBCO-SVB  | Vereinigte Staaten           | + 1 h 15 min 37 s  |